# 65 mm/50 Model 1891
65 mm/50 Model 1891 е 65 mm морско, скорострелно, патронно оръдие, малък калибър, разработено и произвеждано във Франция. Състои на въоръжение във ВМС на Франция. С тях са въоръжени броненосците от типа „Демократи“, а също и редица броненосни крайцери и разрушители. Оръдието представлява усъвършенстван вариант на 65 mm оръдие Model 1888. Впоследствие то е сменено с производството на 65 mm оръдие Model 1902 с увеличена начална скорост на снаряда.